# Эрнст Гюнтер (герцог Шлезвиг-Гольштейна)
Эрнст Гюнтер (11 августа 1863, Palace in Dłużek, Любушское воеводство — 22 февраля 1921, Пшемкув, Нижнесилезское воеводство) — титулярный герцог Шлезвиг-Гольштейн-Зондербург-Августенбургский с 14 января 1880, прусский генерал кавалерии (16 июня 1913, почетное звание).

## Жизнь
Третий сын Фредерика VIII, герцога Шлезвиг-Гольштейна и принцессы Адельгейды Гогенлоэ-Лангенбургской, брат германской императрицы Августы Виктории. Поскольку старшие братья умерли во младенчестве, Эрнст Гюнтер в 1880 года наследовал отцу как титулярный герцог Шлезвиг-Гольштейна.
2 августа 1898 года женился на принцессе Доротее Саксен-Кобург-Готской (1881—1967), дочери принца Филиппа и принцессы Луизы Бельгийской. Брак был бездетным. 11 ноября 1920 года Эрнст Гюнтер усыновил принца Иоганна Георга и его сестру принцессу Марию Луизу, детей принца Альбрехта Шлезвиг-Гольштейн-Зондербург-Глюксбургского.